# Le Salaire de la destruction
Le Salaire de la destruction (The Wages of Destruction) est un livre de l'historien britannique Adam Tooze sur l'économie du Troisième Reich. Il a été publié pour la première fois par Allen Lane en 2006 et traduit en français en 2012.
Le Salaire de la destruction a remporté le Wolfson History Prize et le Longman/History Today Book of the Year Prize 2007. Il a été publié avec les critiques positives d'auteurs tels que Michael Burleigh, Richard Overy et Niall Ferguson.

## Contenu
L'un des apports de Tooze a été de nuancer le caractère organisé (au sens doctrinal) de la Blitzkrieg. En effet, pour Tooze, la stratégie allemande est conditionnée par le manque de ressources minières et pétrolière. L’état-major de la Wehrmacht savait que l’Allemagne ne pouvait supporter une guerre longue. Il fallait trouver un moyen d’achever la guerre rapidement sans quoi l’Allemagne serait rapidement asphyxiée. C’est pourquoi le Plan Jaune de Manstein fut retenu, et ce même s’il n’était pas populaire au sein de l’état-major. En effet, ce plan était risqué et son échec aurait signifié la défaite immédiate de l’Allemagne.
Par ailleurs, Tooze écrit qu'après l'échec des Allemands à vaincre la Grande-Bretagne en 1940, la logique économique de la guerre les a conduits à l'invasion de l'Union soviétique. Hitler y fut contraint en 1941 pour obtenir les ressources naturelles nécessaires pour défier deux superpuissances économiques : les États-Unis et l'Empire britannique. Cela a scellé le sort du Troisième Reich car c'est le manque de ressources qui a rendu impossible la victoire contre l'Union soviétique. Tandis que les Soviétiques recevaient des approvisionnements des Américains et des Britanniques pour compléter les ressources qui restaient sous leur contrôle. En particulier, l'essentiel de la logistique soviétique fut assurée par des camions américains, et les livraisons de nourritures ont évité la famine en URSS.
Le livre plaide en faveur de l'impact économique des campagnes de bombardements stratégiques britanniques puis anglo-américains, mais il soutient que des mauvaises cibles ont souvent été choisies. Le livre conteste également l'idée d'un miracle de l'armement sous Albert Speer et rejette l'idée que l'économie nazie aurait pu mobiliser beaucoup plus de femmes pour participer à l'économie de guerre.

## Accueil
History Today l'a qualifié de « réalisation extraordinaire » :
« By thinking afresh about what Hitler’s war aims really were and how the Nazi leadership attempted first to win and then prolong a war for which they knew they never possessed sufficient resources, Tooze has produced the most striking history of German strategy in the Second World War that we possess. »